# Józef Sachs
Józef Sachs (ur. 1869 w Łodzi, zm. 5 kwietnia 1931 tamże) – polski kupiec pochodzenia żydowskiego, działacz gospodarczy, działacz społeczny, działacz oświatowy w Łodzi.

## Życiorys
Ukończył studia wyższe, posiadał tytuł naukowy doktora filozofii.
Był właścicielem domu komisowo-agenturowego w Łodzi przy ul. Piotrkowskiej 107 oraz przedstawicielstwa towarzystwa ubezpieczeniowego „Ruski Lloyd”.
Był członkiem komisji rewizyjnej Widzewskiej Manufaktury oraz Spółki Akcyjnej Wyrobów Bawełnianych Szai Rosenblatta.
W 1898 roku należał do organizatorów pogotowia ratunkowego w Łodzi (Towarzystwo Doraźnej Pomocy Lekarskiej, czyli łódzkie pogotowie ratunkowe – 3. na ziemiach polskich, 4. w Europie).
Był współzałożycielem i wieloletnim prezesem Towarzystwa Subiektów Handlowych, które w 1900 roku zostało przekształcone w Towarzystwo Wzajemnej Pomocy Pracowników Handlowych.
Współorganizował szkolnictwo polskie w 1905 roku w Łodzi, był działaczem Polskiej Macierzy Szkolnej.
Był współzałożycielem w 1907 roku i członkiem zarządu Towarzystwa Wzajemnego Kredytu Łódzkich Kupców i Przemysłowców.
W wyborach do Rady Miejskiej w Łodzi, przeprowadzonych w styczniu 1917 roku, uzyskał mandat radnego, startując z listy Komitetu Wyborczego Żydów-Polaków. W Polsce niepodległej kandydował w 1919 roku w wyborach do Sejmu Ustawodawczego, ale mandatu nie zdobył.
Był przewodniczącym Rady Szkoły Rzemiosł Żeńskiej dla Żydów w Łodzi.
W okresie międzywojennym był:
- prezesem Stowarzyszenia Kupców w Łodzi[1],
- wiceprezesem Izby Przemysłowo-Handlowej,
- założycielem i prezesem Stowarzyszenia Właścicieli Przedsiębiorstw Chemicznych[1],
- członkiem Stowarzyszenia Techników w Łodzi,
- członkiem zarządu Towarzystwa Szerzenia Pracy Zawodowej i Rolnej wśród Żydów ORT,
- członkiem zarządu Łódzkiego Żydowskiego Towarzystwa Dobroczynności[5],
- członkiem Komisji Rewizyjnej Łódzkiego Towarzystwa Pielęgnowania Chorych „Bykur Cholim” (Uzdrowisko), prowadzącego sanatorium „Uzdrowisko” w podłódzkiej wsi Kały (ob. osiedle w północno-zachodniej części Bałut w obszarze SIM Kochanówka)[6],
- jednym z inicjatorów założenia Teatru Polskiego.

Mieszkał przy ul. Piotrkowskiej 85 w kamienicy wzniesionej w 1897 roku przez Edwarda Kindermanna.
Zmarł 5 kwietnia 1931 roku przeżywszy 62 lata.
Zarząd Stowarzyszenia Kupców m. Łodzi, którego był prezesem, podjął w czerwcu 1931 roku uchwałę w sprawie utworzenia biblioteki ekonomicznej jego imienia i powołał Komisję Biblioteczną, której przewodniczącym został Mieczysław Hertz, ówczesny prezes Stowarzyszenia Kupców.

## Ordery i odznaczenia
- Krzyż Oficerski Orderu Odrodzenia Polski (pośmiertnie, 1931)
- Złoty Krzyż Zasługi (pośmiertnie, 9 listopada 1931) – za zasługi przy organizacji Powszechnej Wystawy Krajowej w Poznaniu[12]